# Marsillargues
Marsillargues är en kommun i departementet Hérault i regionen Occitanien i södra Frankrike. Kommunen ligger i kantonen Lunel som tillhör arrondissementet Montpellier. År 2022 hade Marsillargues 6 787 invånare.

## Befolkningsutveckling
Antalet invånare i kommunen Marsillargues
Referens:INSEE